# (32480) 2000 SG348
2000 SG348 (asteroide 32480) é um asteroide troiano de Júpiter. Possui uma excentricidade de 0.09298770 e uma inclinação de 21.58127º.
Este asteroide foi descoberto no dia 20 de setembro de 2000 por LINEAR em Socorro.